# Magnistipula
Magnistipula es un género con al menos 19 especies de plantas de la familia Chrysobalanaceae. Es originario de África tropical y Madagascar.

## Especies
| - Magnistipula bangweolensis - Magnistipula bimarsupiata - Magnistipula butayei - Magnistipula cerebriformis - Magnistipula conrauana - Magnistipula cuneatifolia - Magnistipula cupheiflora - Magnistipula devriesii - Magnistipula eglandulosa | - Magnistipula fleuryana - Magnistipula glaberrima - Magnistipula katangensis - Magnistipula multinervia - Magnistipula pallidiflora - Magnistipula sapini - Magnistipula tamenaka - Magnistipula tessmannii - Magnistipula youngii - Magnistipula zenkeri |